# Ібас-да-Нугера
Ібас-да-Нугера (ісп. Ivars de Noguera) — муніципалітет в Іспанії, входить у провінцію Льєйда в складі автономного співтовариства Каталонія. Муніципалітет перебуває в складі району (кумарки) Нугера. Займає площу 14,62 км ². Населення 360 чоловік (на 2010 рік).